# Saint-Étienne-des-Oullières
Pour les articles homonymes, voir Saint-Étienne (homonymie).
Saint-Étienne-des-Oullières est une commune française, située dans le département du Rhône en région Auvergne-Rhône-Alpes.

## Géographie

### Localisation
La commune de Saint-Étienne-des-Oullières se trouve dans le département du Rhône. Elle se situe au nord de Lyon, à mi chemin entre les villes de Villefranche-sur-Saône et de Belleville-sur-Saône.
Elle appartient au canton de Belleville.

### Hydrographie
- La Vauxonne[2], affluent de la Saône et sous-affluent du Rhône.

### Climat
Pour des articles plus généraux, voir Climat d'Auvergne-Rhône-Alpes et Climat du Rhône.
En 2010, le climat de la commune est de type climat océanique altéré, selon une étude du Centre national de la recherche scientifique s'appuyant sur une série de données couvrant la période 1971-2000. En 2020, Météo-France publie une typologie des climats de la France métropolitaine dans laquelle la commune est exposée à un climat de montagne ou de marges de montagne et est dans la région climatique  Nord-est du Massif Central, caractérisée par une pluviométrie annuelle de 800 à 1 200 mm, bien répartie dans l’année. 
Pour la période 1971-2000, la température annuelle moyenne est de 11,8 °C, avec une amplitude thermique annuelle de 17,7 °C. Le cumul annuel moyen de précipitations est de 813 mm, avec 9,9 jours de précipitations en janvier et 7 jours en juillet. Pour la période 1991-2020, la température moyenne annuelle observée sur la station météorologique de Météo-France la plus proche, « St-Georges-Reneins », sur la commune de Saint-Georges-de-Reneins à 6 km à vol d'oiseau, est de 12,2 °C et le cumul annuel moyen de précipitations est de 723,2 mm,. Pour l'avenir, les paramètres climatiques de la commune estimés pour 2050 selon différents scénarios d'émission de gaz à effet de serre sont consultables sur un site dédié publié par Météo-France en novembre 2022.

## Urbanisme

### Typologie
Au 1er janvier 2024, Saint-Étienne-des-Oullières est catégorisée bourg rural, selon la nouvelle grille communale de densité à sept niveaux définie par l'Insee en 2022.
Elle appartient à l'unité urbaine de Saint-Étienne-des-Oullières, une agglomération intra-départementale regroupant sept  communes, dont elle est ville-centre,,. La commune est en outre hors attraction des villes,.

### Occupation des sols
L'occupation des sols de la commune, telle qu'elle ressort de la base de données européenne d’occupation biophysique des sols Corine Land Cover (CLC), est marquée par l'importance des territoires agricoles (92,6 % en 2018), en diminution par rapport à 1990 (94,6 %). La répartition détaillée en 2018 est la suivante : 
cultures permanentes (65 %), prairies (27,3 %), zones urbanisées (7,4 %), zones agricoles hétérogènes (0,3 %). L'évolution de l’occupation des sols de la commune et de ses infrastructures peut être observée sur les différentes représentations cartographiques du territoire : la carte de Cassini (XVIIIe siècle), la carte d'état-major (1820-1866) et les cartes ou photos aériennes de l'IGN pour la période actuelle (1950 à aujourd'hui).

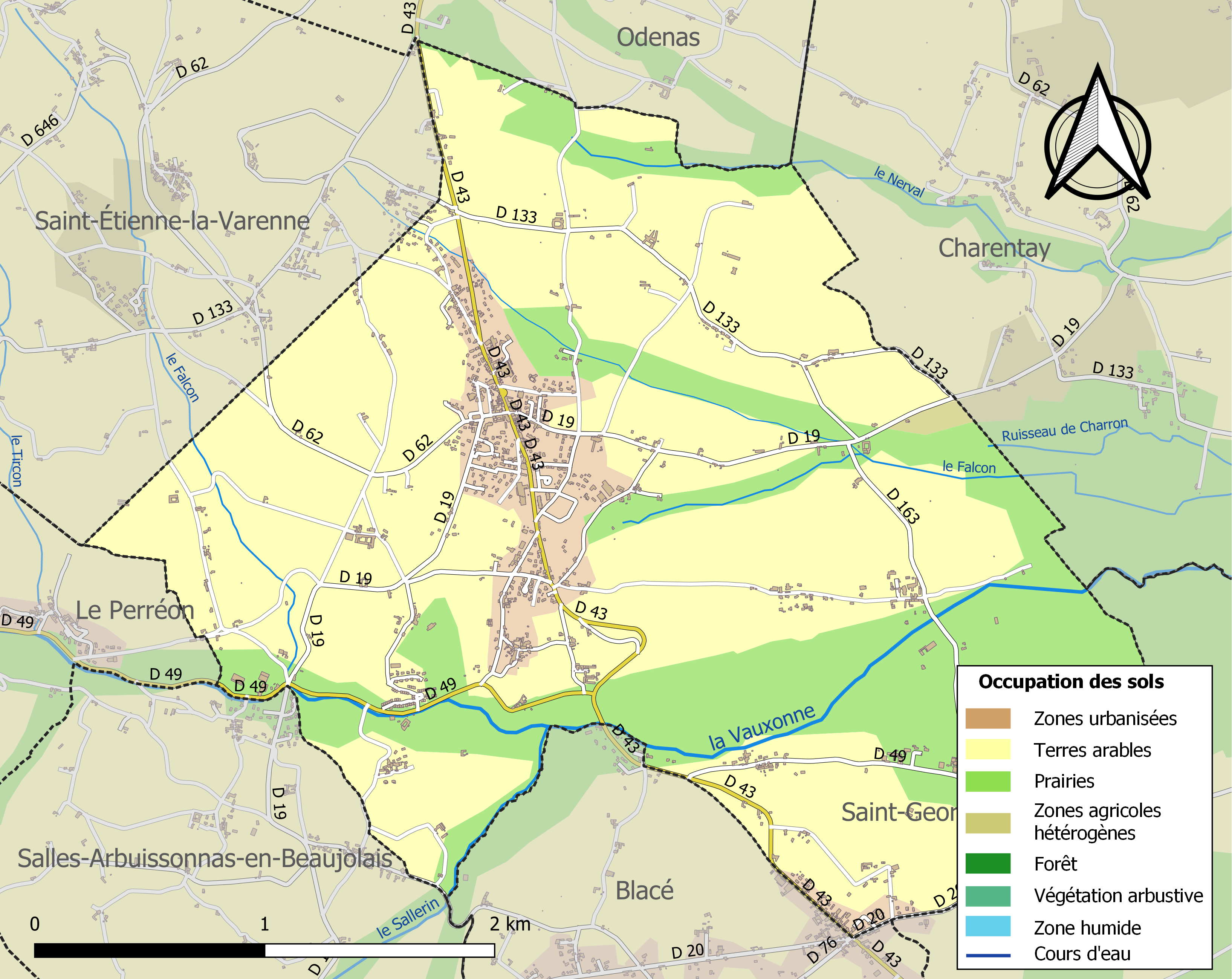
Carte des infrastructures et de l'occupation des sols de la commune en 2018 (CLC).

## Politique et administration

### Rattachements administratifs et électoraux
Saint-Étienne-des-Oullières appartient à l'arrondissement de Villefranche-sur-Saône et au canton de Gleizé depuis le redécoupage cantonal de 2014. Avant cette date, la commune appartenait au canton de Belleville.
Pour l'élection des députés, la commune fait partie de la neuvième circonscription du Rhône.
Sur le plan des institutions judiciaires, la commune relève du tribunal judiciaire (qui a remplacé le tribunal d'instance et le tribunal de grande instance le 1er janvier 2020), du tribunal pour enfants, du conseil de prud'hommes, du tribunal de commerce et du tribunal paritaire des baux ruraux de Villefranche-sur-Saône, de la cour d’appel, du tribunal administratif et de la cour administrative d'appel de Lyon.

### Intercommunalité
Depuis le 1er janvier 2014, date de sa création, la commune appartient à la communauté d'agglomération Villefranche Beaujolais Saône, qui rassemble 18 communes et 73 090 habitants (population légale 2017). Auparavant, Saint-Étienne-des-Oullières était membre de la communauté de communes Beaujolais-Vauxonne, intercommunalité qui a existé de 1996 à 2013.

### Administration municipale
Le nombre d'habitants au dernier recensement étant compris entre 1 500 et 2 499, le nombre de membres du conseil municipal est de 19.

### Liste des maires
| Période                                  | Période                   | Identité                                   | Étiquette | Qualité |
| ---------------------------------------- | ------------------------- | ------------------------------------------ | --------- | --- |
| 1867                                     | 1870                      | Jean Marie Durieu de Lacarelle (1804-1890) |           | Fait chevalier de la Légion d'honneur en 1868.                                                                                                |
| 1870                                     | 1874                      | Joseph Ollier                              |           | |
| 1874                                     | 1876                      | Antoine Élisée Duport (1835-1904)          |           | Vicomte de Loriol, ancien sous-lieutenant et chef de corps Chevalier de la Légion d'honneur (1872)                                            |
| 1876                                     | 1878                      | François Aunier                            |           | |
| 1878                                     | 1884                      | Benoit Descombes                           |           | |
| 1884                                     | 1886                      | Jean Marie Durieu de Lacarelle (1804-1890) |           | |
| 1886                                     | 1892                      | Benoit Descombes                           |           | |
| 1892                                     | 1896                      | Louis Ernest Segond                        |           | |
| 1896                                     | 1900                      | Claude Rampon                              |           | |
| 1900                                     | 1902                      | Victor Genevey                             |           | |
| 1902                                     | 1904                      | Antoine Berger                             |           | |
| 1904                                     | 1925                      | Félix Beguet                               |           | |
| 1925                                     | 1935                      | Jean Crétien                               |           | |
| 1935                                     | 1942                      | François Descombes                         |           | |
| 1942                                     | 1944                      | Léon Barre                                 |           | Président de la délégation spéciale |
| 1944                                     | 1956                      | François Descombes                         |           | |
| 1956                                     | 1971                      | Florent Descombes                          |           | |
| 1971                                     | 1977                      | Nicolas Chamonard                          |           | |
| 1977                                     | 1987                      | René Dumont                                | DVG       | |
| 1987                                     | mars 2001                 | Maurice Lapalu                             | DVD       | |
| mars 2001                                | mars 2014                 | Christian Galland                          |           | Maire honoraire (2015) Vice-président de la CC Beaujolais-Vauxonne (1997 → 2014) Vice-président de la CA Villefranche Beaujolais Saône (2014) |
| mars 2014                                | En cours (au 26 mai 2020) | Gilles Duthel                              | DVD       | Avocat 1er vice-président de la CA Villefranche Beaujolais Saône (2014 → ) Réélu pour le mandat 2020-2026                                     |
| Les données manquantes sont à compléter. |                           |                                            |           | |

## Démographie
L'évolution du nombre d'habitants est connue à travers les recensements de la population effectués dans la commune depuis 1872. Pour les communes de moins de 10 000 habitants, une enquête de recensement portant sur toute la population est réalisée tous les cinq ans, les populations de référence des années intermédiaires étant quant à elles estimées par interpolation ou extrapolation. Pour la commune, le premier recensement exhaustif entrant dans le cadre du nouveau dispositif a été réalisé en 2005.

En 2022, la commune comptait 2 236 habitants, en évolution de +2,05 % par rapport à 2016 (Rhône : +3,93 %, France hors Mayotte : +2,11 %).
| 1872  | 1876  | 1881  | 1886  | 1891  | 1896  | 1901  | 1906  | 1911  |
| ----- | ----- | ----- | ----- | ----- | ----- | ----- | ----- | ----- |
| 1 219 | 1 254 | 1 132 | 1 136 | 1 190 | 1 162 | 1 242 | 1 267 | 1 201 |

| 1921  | 1926 | 1931  | 1936  | 1946  | 1954  | 1962  | 1968  | 1975  |
| ----- | ---- | ----- | ----- | ----- | ----- | ----- | ----- | ----- |
| 1 028 | 994  | 1 027 | 1 076 | 1 035 | 1 087 | 1 139 | 1 143 | 1 093 |

| 1982  | 1990  | 1999  | 2005  | 2006  | 2010  | 2015  | 2020  | 2022  |
| ----- | ----- | ----- | ----- | ----- | ----- | ----- | ----- | ----- |
| 1 137 | 1 367 | 1 519 | 1 723 | 1 750 | 1 864 | 2 175 | 2 212 | 2 236 |

## Culture locale et patrimoine

### Lieux et monuments
Ce village indépendant est un village phare du beaujolais avec une grosse entreprise d'exportation de vin, et le mélange entre la modernité avec les commerces proches et toujours l'antiquité traditionnelle avec les vignes et l'église.

### Personnalités liées à la commune
- Jean-Marie Chabert (1874-1933), missionnaire et supérieur général de la Société des missions africaines
- Francine Lefebvre (1908-1979), députée de Paris, y est née.